# Unió Liberal (Països Baixos)
Unió Liberal (neerlandès Liberale Unie) fou un partit polític neerlandès d'ideologia liberal, precedent del Partit d'Estat Liberal (LSP) i del Partit Popular per la Llibertat i la Democràcia (VVD).
Des del 1848 fou la força política dominant als Països Baixos, i s'organitzà en clubs i caucus. Es dividien en progressistes, centristes i conservadors. Aquesta divisió es va explicitar el 1879, quan els partidaris de Jan Kappeyne van de Coppello organitzaren el seu propi partit, i quan els catòlics i el Partit Antirevolucionari es formaren hagueren d'estructurar-se en forma de partit.
El 1885 es va fundar la Unió Liberal a per a englobar els caucus i clubs liberals de totes les tendències, però el 1888 foren enviats a l'oposició pels confessionals. El 1891 recuperaren el poder i governaren amb van Tienhoven. Aquest govern va proposar relaxar el cens i garantir el dret de vot a tothom que sabés llegir i escriure, però la proposta fou rebutjada. Això provocà que perdessin les eleccions de 1894, però el 1897 recuperaren el govern, aprovaren les lleis rebutjades i també la que obligava els nens a anar a escola i no treballar entre els 6 i 12 anys.
Això accentuà les divisions internes entre els liberals; els progressistes s'escindiren el 1901 i fundaren la Lliga Democràtica de Llibertat de Pensament, mentre que els conservadors fundaren la Lliga dels Liberals Lliures el 1906. Tot i això, els grups liberals formaren govern després de les eleccions de 1905. A les eleccions de 1909 van perdre la majoria, i després de les de 1913 aconseguiren governar gràcies als socialdemòcrates. Però després del desastre de les eleccions de 1918, en la que va perdre la meitat dels escons, va decidir reorganitzar-se. Així, el 1921 es va unir a la Lliga dels Liberals Lliures i d'altres partits menors (Partit Neutral, Lliga Econòmica) per a formar el Partit d'Estat Liberal.

## Resultats electorals
| Any  | Líder                    | Vots     | %     | Vots (2v) | % (2v) | Escons   | +/- |
| ---- | ------------------------ | -------- | ----- | --------- | ------ | -------- | --- |
| 1886 | Hendrik Goeman Borgesius |          |       |           |        | 47 / 100 | Nou |
| 1887 | Hendrik Goeman Borgesius | 48 / 100 | 1     |           |        |          |     |
| 1888 | Hendrik Goeman Borgesius | 195,322  | 48.93 | 44,662    | 49.48  | 45 / 100 | 3   |
| 1891 | Hendrik Goeman Borgesius | 167,611  | 47.44 | 31,606    | 41.88  | 54 / 100 | 9   |
| 1894 | Hendrik Goeman Borgesius | 87,376   | 31.60 | 22,788    | 20.70  | 31 / 100 | 23  |
| 1897 | Hendrik Goeman Borgesius | 90,178   | 21.80 |           |        | 35 / 100 | –   |
| 1901 | Hendrik Goeman Borgesius | 80,825   | 20.78 | 18 / 100  | 17     |          |     |
| 1905 | Hendrik Goeman Borgesius | 116,599  | 19.98 | 24 / 100  | 6      |          |     |
| 1909 | Hendrik Goeman Borgesius | 106,086  | 17.80 | 20 / 100  | –      |          |     |
| 1913 | Hendrik Goeman Borgesius | 125,601  | 16.34 | 21 / 100  | 1      |          |     |
| 1917 | Theo de Meester          |          |       | 21 / 100  | 1      |          |     |
| 1918 | Eduard Ellis van Raalte  | 83,084   | 6.19  | 6 / 100   | 16     |          |     |